# 佩普西埃雷
佩普西埃雷，是愛沙尼亞塔爾圖縣的一個鄉村型市镇，位於該國東南部，行政中心設於阿拉茨基維，市镇面积为652平方公里，2021年时人口数量为5,462人。

## 行政管理
2017年爱沙尼亚行政改革后，原佩普西埃雷市镇、卡拉斯泰市、阿拉茨基維市镇、瓦拉市镇（Vara vald）以及原属约格瓦县的帕拉市镇合并成新的佩普西埃雷市镇。
新的佩普西埃雷市镇包括非独立市卡拉斯泰、4个小镇和84个村庄。